# Thaumalea kykladica
Thaumalea kykladica is een muggensoort uit de familie van de bronmuggen (Thaumaleidae). De wetenschappelijke naam van de soort is voor het eerst geldig gepubliceerd in 1981 door Wagner.